# Авиационные происшествия Аэрофлота 1971 года

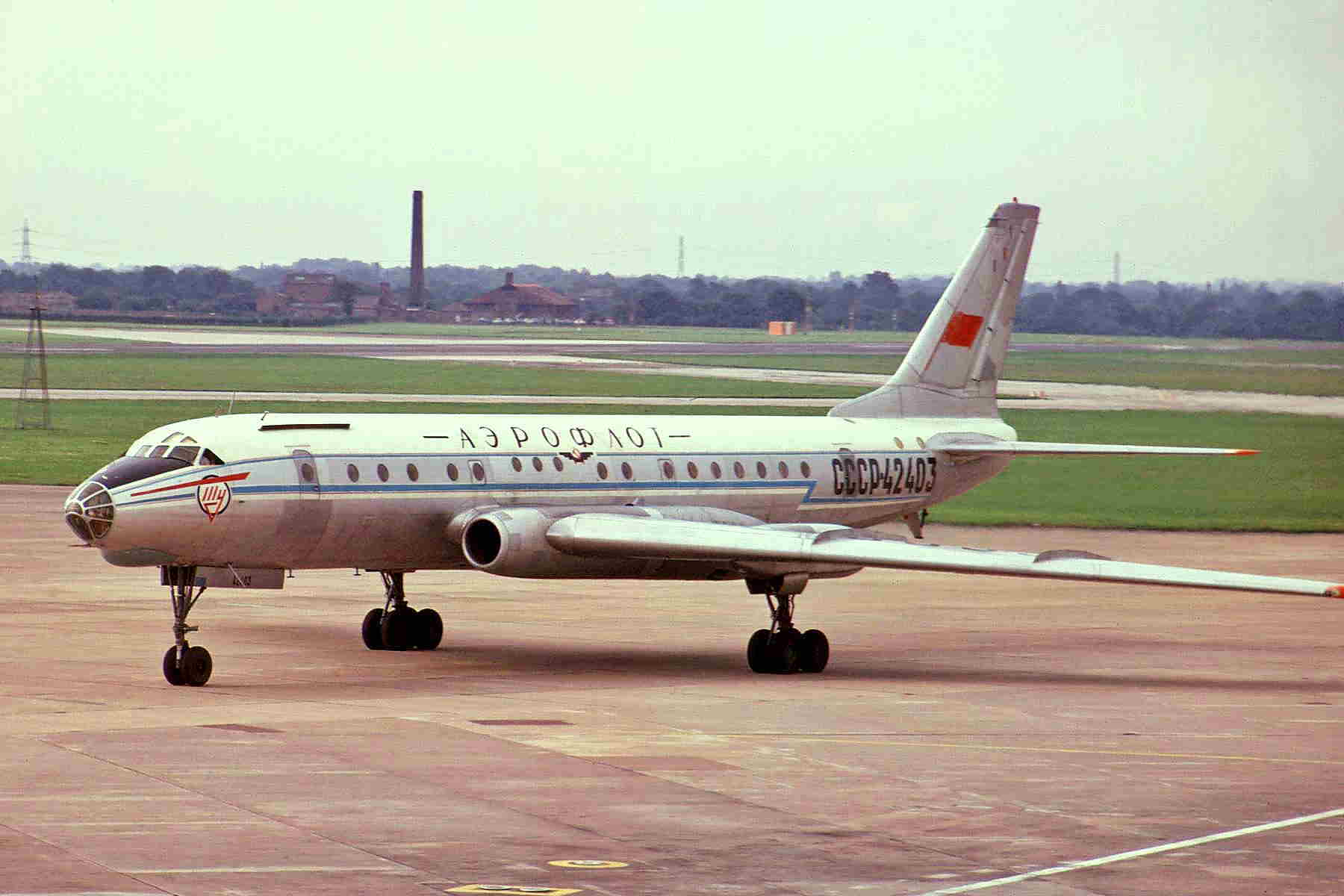
Ту-104Б предприятия «Аэрофлот»

Авиационные происшествия и инциденты, включая угоны, произошедшие с воздушными судами Министерства гражданской авиации СССР (Аэрофлот) в 1971 году.
В этом году крупнейшая катастрофа с воздушными судами предприятия «Аэрофлот» произошла утром 25 июля в аэропорту Иркутска, когда самолёт Ту-104Б грубо приземлился на ВПП, в результате чего разрушились сперва крыло, а затем и фюзеляж, после чего возник пожар, в котором погибли 97 человек (подробнее…).

## Список
Отмечены происшествия и инциденты, когда воздушное судно было восстановлено.
| 1971 года             | н.д.                                       | Ил-14П  | 91501 | Казахское           | ?/?    | Подробности неизвестны (списан 29 сентября 1971 года) | [ 1 ]  |
| 21 января 1971 года   | Ростов-на-Дону                             | Ил-18В  | 75727 | Казахское           | 0/?    | Выполняя рейс Алма-Ата—Симферополь под контролем автопилота, неожиданно спикировал почти на 3 километра (с 7800 до 5000 м), прежде чем экипаж восстановил управление и выполнил аварийную посадку в Ростове-на-Дону. Списан, так как силовой набор фюзеляжа получил значительные деформации из-за перегрузок. | [ 2 ]  |
| 22 января 1971 года   | 18 км С-В Сургута                          | Ан-12Б  | 11000 | Коми                | 14/14  | Сваливание при заходе на посадку из-за обледенения (подробнее…) | [ 3 ]  |
| 22 января 1971 года   | близ Перми                                 | Як-12   | 26640 |                     | 0/?    | При взлёте выкатился за ВПП и врезался в препятствия | [ 4 ]  |
| 31 января 1971 года   | 14 км С Сургута                            | Ан-12Б  | 12996 | Тюменское           | 7/7    | Сваливание при заходе на посадку из-за обледенения (подробнее…) | [ 5 ]  |
| 7 февраля 1971 года   | Кировск                                    | Ил-14М  | 91535 | Архангельское       | 0/?    | Грубая посадка до ВПП | [ 6 ]  |
| 7 февраля 1971 года   | Мирнинский район, 190 км С-З Мирного       | Ми-6    | 11294 | Якутское            | 0/5    | Вынужденная посадка после отказа и пожара силовой установки | [ 7 ]  |
| 16 февраля 1971 года  | Воркута                                    | Ан-12Б  | 11374 | Коми                | 0/5    | Посадка за пределами ВПП из-за переутомления экипажа | [ 8 ]  |
| 22 февраля 1971 года  | Терский район, близ Умбы                   | Ми-1    | 68137 | Северное            | 0/?    | Опрокинулся при посадке и разрушился | [ 9 ]  |
| 24 февраля 1971 года  | близ Рязани                                | Ми-2    | 15828 | СПиМВЛ ГА           | 0/?    | Разбился после отказа двигателя | [ 10 ] |
| 31 марта 1971 года    | Волнухино, 13 км Ю-З Ворошиловграда        | Ан-10   | 11145 | Приволжское         | 65/65  | При снижении разрушилась правая часть крыла (подробнее…) | [ 11 ] |
| 31 марта 1971 года    | Быково, Москва                             | Ан-24   | 46747 | Центральных районов | 0/3    | Вынужденная посадка на местности после ошибочного отключения двух двигателей при заходе на посадку | [ 12 ] |
| 11 апреля 1971 года   | близ Теджена                               | Ан-2    | 25588 | Туркменское         | 0/?    | Упал после взлёта из-за потери скорости | [ 13 ] |
| 29 апреля 1971 года   | близ Черновцов                             | Ан-2    | 25588 | Украинское          | 0/?    | Разбился после отказ двигателя | [ 14 ] |
| 18 мая 1971 года      | близ Вуктыла                               | Ми-6    | 11299 | Коми                | 0/?    | Разрушился при вынужденной посадке после остановки двигателей из-за истощения топлива по вине экипажа | [ 15 ] |
| 19 мая 1971 года      | Гурьевская область, 10 км С-З Айбаса       | Ми-1    | 11299 | Северо-Кавказское   | 3/3    | Потеря высоты и столкновение с землёй при заходе на посадку из-за ошибок в пилотировании нетрезвого пилота | [ 16 ] |
| 22 мая 1971 года      | близ Котласа                               | Ми-4    | 31600 | Северное            | 0/?    | Разбился при взлёте с неподходящей площадки | [ 17 ] |
| 24 мая 1971 года      | близ Кирова                                | Ан-2    | 02171 | Уральское           | 0/?    | Разбился из-за перегруза | [ 18 ] |
| 25 мая 1971 года      | Батагай                                    | Ан-12Б  | 11024 | Якутское            | 0/8    | При посадке разрушилось крепление правой стойки шасси, после чего самолёт завалился на бок с разрушением крыла | [ 19 ] |
| 29 мая 1971 года      | близ Тулы                                  | Ми-2    | 23873 | СПиМВЛ ГА           | 0/?    | Разбился при посадке из-за ошибок в пилотировании | [ 20 ] |
| 31 мая 1971 года      | Малахово, Клепиковский район               | Ан-2    | 32076 | Центральных районов | 3/3    | Потеря высоты и столкновение с землёй из-за ошибок нетрезвого экипажа в пилотировании | [ 21 ] |
| 1 июня 1971 года      | Богородский, Улан-Удэ                      | Ан-24Б  | 47729 | Восточно-Сибирское  | 0/?    | Вынужденная посадка на местности после отключения обоих двигателей | [ 22 ] |
| 5 июня 1971 года      | близ Улан-Удэ                              | Ми-4    | 31538 | Восточно-Сибирское  | 0/?    | Упал на землю при взлёте | [ 23 ] |
| 4 июля 1971 года      | близ Билибина                              | Ми-4А   | 36561 | Магаданское         | 0/?    | Разрушился при посадке на неподходящую площадку | [ 24 ] |
| 15 июля 1971 года     | Почеп                                      | Ан-2Р   | 06266 | Центральных районов | 2/2    | В ходе авиационно-химических работ из-за ошибок нетрезвых пилотов потерял высоту и врезался в землю | [ 25 ] |
| 16 июля 1971 года     | Каменная Сарма, Бузулукский район          | Ан-2Т   | 43828 | Приволжское         | 1/2    | Столкновение с землёй после отказа двигателя в ходе авиационно-химических работ | [ 26 ] |
| 25 июля 1971 года     | Иркутск                                    | Ту-104Б | 42405 | Западно-Сибирское   | 97/116 | Грубая посадка, приведшая к разрушению крыла и фюзеляжа (подробнее…) | [ 27 ] |
| 28 июля 1971 года     | Липецк                                     | Як-40   | 87719 | Центральных районов | 0/?    | При посадке с повышенной скоростью выкатился за пределы ВПП | [ 28 ] |
| 29 июля 1971 года     | Дум-Дум, Калькутта                         | Ан-12Б  | 12993 | ЦУМВС               | 0/7    | Грубая посадка до ВПП | [ 29 ] |
| 30 июля 1971 года     | близ Кишинёва                              | Ка-26   | 24051 | Молдавское          | 0/?    | Разбился после отказа двигателя | [ 30 ] |
| 11 августа 1971 года  | Северный Ледовитый океан, ледокол «Москва» | Ми-2    | 20012 | Полярное            | 0/?    | Разбился, зацепив хвостовым винтом ограждение площадки при посадке на ледокол | [ 31 ] |
| 18 августа 1971 года  | Селемджинский район, 22 км В Экимчана      | Ан-2    | 32318 | Дальневосточное     | 5/5    | Столкновение с горой после спрямления маршрута пьяным экипажем | [ 32 ] |
| 2 сентября 1971 года  | Ольский район                              | Ми-8    | 22458 | Магаданское         | 7/7    | Столкновение с сопкой после ухода с маршрута | [ 33 ] |
| 16 сентября 1971 года | близ Быкова, Москва                        | Бе-30   | 67207 | Центральных районов | 0/?    | Разбился в тренировочном полёте после ошибочного отключения двигателя | [ 34 ] |
| 22 сентября 1971 года | Кизильский район, совхоз «Победа»          | Ан-2    | 96221 | Уральское           | 14/14  | Сваливание и падение на землю после нарушения центровки, когда несколько нетрезвых пассажиров побежали в расположенный в хвосте туалет (подробнее…) | [ 35 ] |
| 25 сентября 1971 года | Токко, Олёкминский район                   | Ан-2    | 98281 | Якутское            | 0/?    | Разбился после отказа двигателя | [ 36 ] |
| 2 октября 1971 года   | Грозный                                    | Ми-1    | 17774 | Северо-Кавказское   | 2/2    | Из-за изгиба хвостового вала в тренировочном полёте отделилась хвостовая балка | [ 37 ] |
| 10 октября 1971 года  | Бараново, Наро-Фоминский район             | Ту-104Б | 42490 | Украинское          | 25/25  | Взрыв бомбы на борту после взлёта (подробнее…) | [ 38 ] |
| 11 октября 1971 года  | Момский перевал, 19 км С-В Тюбеляха        | Ан-2    | 47678 | Якутское            | 6/8    | Столкновение с горой после уклонения с трассы и снижения под безопасную высоту | [ 39 ] |
| 11 октября 1971 года  | Кишинёв                                    | Ан-10   | 11137 | Молдавское          | 0/?    | При посадке разрушилась основная стойка шасси | [ 40 ] |
| 16 октября 1971 года  | Каргасокский район, близ Нового Васюгана   | Ми-8    | 22194 | Западно-Сибирское   | 0/?    | Разбился после отказа двигателя | [ 41 ] |
| 17 октября 1971 года  | близ Днепропетровска                       | Ан-2СХ  | 70908 | Украинское          | 0/?    | Разбился после обрыва троса управления предкрылком | [ 42 ] |
| 23 октября 1971 года  | близ Кишинёва                              | Ми-1    | 17768 | Молдавское          | 0/?    | Потерял управление и упал на землю в ходе авиационно-химических работ из-за неравномерной загрузки химбаков | [ 43 ] |
| 12 ноября 1971 года   | Винница                                    | Ан-24Б  | 46809 | Украинское          | 48/48  | Сваливание и падение на землю при уходе на второй круг (подробнее…) | [ 44 ] |
| 13 ноября 1971 года   | Керчь                                      | Ан-24Б  | 46378 | Украинское          | 6/11   | Столкновение с ЛЭП при заходе на посадку (подробнее…) | [ 45 ] |
| 22 ноября 1971 года   | близ Еревана                               | Ан-2    | 62760 | Армянское           | 0/?    | Посадка поперёк посадочной площадки и выкатывание за её пределы | [ 46 ] |
| 24 ноября 1971 года   | Таймырский АО, близ Мессояхи               | Ми-6    | 11335 | Красноярское        | 0/?    | Столкновение с землёй при посадке из-за ошибок в пилотировании | [ 47 ] |
| 29 ноября 1971 года   | Лимбажский район, близ Алои                | Ан-2    | 32207 | Латвийское          | 1/3    | Столкновение с землёй из-за воздушного хулиганства (выполнение фигур пилотажа на малой высоте) нетрезвого пилота | [ 48 ] |
| 29 ноября 1971 года   | «Факел», близ Норильска                    | Ми-4А   | 31413 | Красноярское        | 0/?    | Упал после взлёта из-за дезориентации пилота в снежном вихре | [ 49 ] |
| 1 декабря 1971 года   | Саратовская область, 13 км от Саратова     | Ан-24Б  | 46788 | Приволжское         | 57/57  | Сваливание и падение на землю при заходе на посадку из-за обледенения (подробнее…) | [ 50 ] |
| 7 декабря 1971 года   | Салехард                                   | Ми-4    | 01837 | Тюменское           | 4/4    | Столкновение с землёй при уходе на второй круг в ходе тренировочного полёта из-за вероятной дезориентации экипажа | [ 51 ] |
| 8 декабря 1971 года   | Даманка, Крымский район                    | Ан-2    | 98292 | Северо-Кавказское   | 1/2    | Столкновение с холмом после уклонения от трассы и снижения под безопасную высоту | [ 52 ] |
| 9 декабря 1971 года   | Ташкентская область                        | Ан-2    | 33164 | Узбекское           | 0/?    | Столкновение с землёй при посадке со скоростью ветра выше допустимого | [ 53 ] |
| 12 декабря 1971 года  | НАО, «Фариха»                              | Ан-2    | 55567 | Северное            | 2/2    | Сваливание и столкновение с землёй после взлёта (отказ двигателя, либо ошибки в пилотировании) | [ 54 ] |
| 29 декабря 1971 года  | близ Ханты-Мансийска                       | Ан-2В   | 50573 | Тюменское           | 0/?    | Разбился из-за перегруза | [ 55 ] |
| 30 декабря 1971 года  | Байкит, Эвенкийский район                  | Ан-2Т   | 98348 | Красноярское        | 0/?    | Столкновение с землёй из-за снижения под безопасную высоту | [ 56 ] |
| 30 декабря 1971 года  | Бараниха                                   | Ил-14М  | 91570 | Магаданское         | 0/?    | При посадке выкатился за пределы ВПП | [ 57 ] |